# 궁선영
궁선영(弓善榮, 1972년 5월 12일~)은 연기자 및 모델 겸 배우 분야에서 은퇴한 대한민국의 대학 교수이다.

## 주요 이력
1993년 미스코리아 진에 선발되며 배우로 데뷔하였다. 1994년 KBS에서 드라마로 스크린 데뷔와 1995년 뮤지컬 배우로도 데뷔하였다.

#### 그 외
수영에 취미가 있으며, 피아노 연주에 특기가 있다고 한다.

## 학력
- 서울남산초등학교 졸업
- 은광여자중학교 졸업
- 은광여자고등학교 졸업
- 성신여자대학교 일어일문학 (학사)
- 이화여자대학교 사회학 (석사)
- 고려대학교 사회학 (박사)

## 경력
- 성균관대학교 인터랙션사이언스학과 연구교수
- 한국과학기술원(KAIST) 문화기술대학원 대우교수

## 출연 작품

### 드라마
- KBS2 《드라마게임》 (1994년)
- MBC 《사춘기》 (1994년 ~ 1996년)
- mbc m 1994 _. 마리에게 무너지는 커피녀 역
- KBS2 《개성시대》 (1995년) (중도하차)
- KBS2 《가면 속의 천사》

### 뮤지컬
- 1995년 《아가씨와 건달들》

### 예능
- KBS 1TV 《TV는 사랑을 싣고》 (1995년)
- KBS 2TV 《생방송 아침을 달린다》 (1995년 ~ 1997년)
- KBS 2TV 《밤과 음악 사이》 (1995년 ~ 1997년)
- JTBC 《시청자 의회》 (2014년 ~ 현재)

### 광고
- 까뜨리네뜨 (1993년)
- 애경산업 미티비누 (1994년)
- 아모레퍼시픽 프리메라 (1994년)
- 한화그룹 (1996년)
- 롯데건설 롯데캐슬 (2009년 ~ 2011년)